# Anguillas historia
Den här artikeln behandlar Anguillas historia.
Anguilla besattes första gången i förhistorien av indianska stammar som utvandrade från Sydamerika. Datumet för den första europeiska upptäckten är osäker men vissa källor påstår att Columbus siktade ön år 1493 medan andra hävdar att ön först upptäcktes av fransmännen år 1564 eller 1565. Namnet Anguilla härstammar från ordet "eel" (ål) i många olika europeiska språk (nutida spanska: anguila; franska: anguille; italienska: anguilla). Troligtvis valdes namnet för öns ålliknande form.
Anguilla koloniserades först av engelska nybyggare från Saint Kitts i början av år 1650. Ön administrerades av Storbritannien tills början av 1800-talet, då ön införlivades tillsammans med Saint Kitts och Nevis till en enda brittisk besittning, vilket invånarna själva var emot. Efter en kort period som en självutnämnd självständig republik år 1969 blev Anguilla en separat brittisk besittning (en av Brittiska besittningar och protektorat) år 1980.

## Förkolonialtid
De tidigaste invånarna på Anguilla var indianstammar från Sydamerika, vanligtvis kända som arawaker, som reste till ön på flottar och kanoter. Dessa grupper slogs sig ner i olika fiske, jagare och jordbruksgrupper. Indianernas namn på ön var "Malliouhana". Den tidigaste funna indianska artefakterna på Anguilla har daterats till runt 1300 f.Kr, och rester från ett samhälle från år 600 e.Kr. har hittats. Religiösa artefakter och lämningar från ceremonier som hittats på platser som Big Springs och Fountain Cavern tyder på att de föreuropeiska invånarna var extremt religiösa till sin natur. Arawakerna har i allmänhet ansetts ha blivit ersatta av de mer våldsamma karibstammarna, men den versionen är omdiskuterad av vissa.

## Kolonialtid
Den europeiska upptäckten av Anguilla och namngivningen av ön anses ofta vara bero på den franska upptäcktsresanden Pierre Laudonnaire som besökte ön år 1565, men enligt andra siktades den år 1493 av Christopher Columbus.
Holländarna anser att de byggde ett fort på ön år 1631, men inga rester har hittats och platsen för fortet är okänd. De första engelska kolonisterna anlände från Saint Kitts år 1650 och började odla både tobak och majs. Den tidiga kolonisationen var oviss: år 1656 invaderade karibindianer och förstörde bosättningen och år 1666 erövrade franska trupper ön. Britterna lyckades dock återta kontrollen av ön från fransmännen år 1667 under Bredaavtalet, och trots besvärligheter orsakade av dåliga skördar, torka och hungersnöd kämpade nybyggarna på.
År 1744 invaderade anguillaner den franska delen av grannön Saint Martin och höll den tills andra Aix-la-Chapelle-avtalet år 1748. Under fortsatta strider mellan britter och fransmän om kontrollen av Västindien gjorde fransmännen fortsatta försök att invadera Anguilla år 1745, men detta misslyckades år 1796.
Försök gjordes att utveckla Anguilla till en plantagebaserad ekonomi med slavanställda transporterade från Afrika, men öns jord och klimat var ogynnsamma och plantagen var i stor del misslyckade. Slavarna fick tillstånd att lämna plantagen och ägna tid åt egna intressen och med det brittiska avskaffandet av slavar på 1830-talet gjorde att många plantageägare återvände till Europa och lämnade Anguillas samhälle som då till stor del bestod av afrikanska jordbrukare och fiskare. Vid den här tiden hade Anguillas invånarantal sjunkit från runt 10 000 till bara 2 000 personer.
Sedan kolonisationens tidiga dagar har Anguilla administrerats av britterna genom Antigua, med en lokal rådförsamling på Anguilla. År 1824 placerade brittiska regeringen Anguilla under Saint Kitts administration, för att senare bli en del av kolonin Saint Christopher-Nevis-Anguilla. Saint Christopher var det tidigare namnet för Saint Kitts, som var en del av den federala kolonin Läöarna. Anguillanerna protesterade kraftigt mot detta då man uppfattade nochalans från den Saint Kittianska-administrationen, och flera försök att få styras direkt från Storbritannien gjordes. Dessa önskemål gick dock obeaktade förbi och anguillanernas missnöje fortsatte att sjuda tills det till slut upphörde på 1960-talet.

## Postkolonial tid
1967 blev Anguilla, tillsammans med Saint Kitts and Nevis, en stat kopplad till Storbritannien. Anguilla motsatte sig detta, kastade ut polisen från Saint Kitts och utropade en självständig republik. Förhandlingar för att lösa konflikten med fredliga medel misslyckades och brittisk militär intervenerade 1969. Brittisk styre återupprättades och en Anguilla Act från juli 1971 satte formellt ön under brittiskt styre. 1976 fick Anguilla en ny grundlag som gav ön ett större mått av självständighet i interna frågor. 1980 blev Anguilla ett "dependent territory". 1982 fick ön en ny grundlag som reviderades 1990. Anguilla utvecklades under början av 2000-talet, tack vare ett massivt inflöde av utländsk kapital, till en stabil parlamentarisk demokrati.